# 森澤清
森澤 清（もりさわ きよし、1901年（明治34年）8月11日 - 1992年（平成4年）8月3日）は、日本の放送人、実業家である。朝日新聞社に勤めたのち、東京放送テレビ（通称：TBSテレビ）常務取締役や子会社のラジオ東京サービス社長を務める。中央放送広告社長も務めた。岡山県高梁市出身。姓は常用漢字体で「森沢」とも表記される。

## 経歴

### 生い立ち
1901年（明治34年）岡山県上房郡豊野村（現：高梁市）の父・森澤清六と母・ひさの七男として出生する（出生地は東京、誕生後すぐに地元へ帰省）。旧制岡山県立高梁中学（現：岡山県立高梁高校）卒業を経て、1920年（大正9年）に旧制第六高等学校文科甲類へ進学する。
その後、1922年（大正12年）3月、同校を卒業し、京都帝国大学法学部へ進学する。京大では、陸上競技部に所属していた。後には、同大学蒼穹会副会長も務めている。1926年（大正15年）3月、24歳のとき同大学の法律学科を卒業した。

### 朝日新聞時代
京大卒業後、朝日新聞社へ入社する。入社後、一貫して広告畑を歩み、大阪朝日新聞の広告部を経て、1941年（昭和16年）39歳のときに、東京朝日新聞広告部の次長となる。第二次世界大戦後、森澤は、日本新聞協会の広告専門部会委員長となり、1947年（昭和22年）12月、部会が開かれる度に議題として挙っていた、新聞広告の倫理化について、新聞各社の取りまとめを行い方針を制定している。
1948年（昭和23年）46歳のとき、朝日新聞大阪支社の広告部長・厚生部長となる。その後、朝日放送設立準備委員を経て、1951年12月24日にラジオ東京（後の東京放送の母体）が開局し、森澤は朝日新聞での広告部長としての腕を買われ、50歳でラジオ東京の大阪支社長代理となる。また、この時の同社編集局長（次期有力取締役ポスト）には、旧制中学の後輩である金澤覚太郎がおり、金澤は森澤より5歳年下であったが、役職は金澤の方が上であり、同社の設立の主体となっていた。

### 東京放送時代
1954年（昭和29年）には、業務局次長から業務局長となり、1955年（昭和30年）には、東京放送（現：TBSホールディングス）の設立に伴い、放送部会理事を務める。1556年（昭和31年）には、同社の大阪支社長・業務局長となる。この時すでに、森澤は東京放送の首脳陣となっていたが、同社では、バランスを取るために、専務に鹿倉吉次（毎日新聞系）、編成局長・今道潤三（前大阪商船下関支店長）、総務局長・森本太真夫（毎日新聞系）、調査局長・鈴木恒治（読売新聞系）、業務局長・森澤清（朝日新聞系）というように、毎日・読売・朝日の三社の人材がそれぞれの重要ポストに就任している。
1957年（昭和32年）56歳のときに、同社取締役・業務局長へ就任する。この後、取締役総務局長を経て、1960年（昭和35年）59歳のときに常務取締役・総務局長となり、大阪支社長・テレビ編成局長、子会社のラジオ東京サービス社長も兼務した。1964年（昭和39年）同社常務や子会社社長職を退任する。その後、中央放送広告の社長に就任する。1974年（昭和49年）73歳のとき、同社の社長を退任し、相談役となる。
1992年（平成4年）8月3日、90歳で死去。

## 家族
- 父親：清六（1848 - 不明）森澤清七の三男 、第八十六国立銀行（現：中国銀行）監査役[2]
- 母親：ひさ（1859 - 不明）岡山県出身・森房吉の妹[2]
- 兄：保一郎（長男：不明 - 1888）若年で死去[2]
- 兄：慶二郎（養子：1883 - 不明）保一郎の早逝により、吉野宗七の次男を養子とする、酒造業を営む[2][33]
- 兄：方三郎（三男：1888 - 不明）岡山県上房郡豊野村・稔郵便局長[2][33]
- 兄：海四郎（四男：1891 - 1922）海軍経理学校卒、大日本帝国海軍・主計大尉[2][34]
- 兄：磊五郎（五男：1893 - 1984）東亜同文書院大学教授、順正短期大学学長[35]
- 弟：員尾（八男：1904 - 1968）大阪市にある稔屋商事（後にグルメシティ近畿に買収）社長[2][36][37]